# Compañía extraterritorial
Una compañía extraterritorial o sociedad offshore es aquella empresa multinacional que, debido a la ubicación de sus fuentes de riqueza, está sujeta a varias jurisdicciones, en las cuales según el derecho internacional y el principio de extraterritorialidad pueden ser sujetas de jurisdicciones distintas a las que se encuentran por el territorio de ubicación.
Estas compañías pueden ser entidades financieras, corporaciones y fondos de inversión.
Las empresas offshore obtienen ventajas fiscales de la jurisdicción en donde ubican su sede legal, la cual puede ser, o no, un paraíso fiscal. Así, dentro de las doce jurisdicciones que la Unión Europea identifica en su «lista negra de paraísos fiscales» (oficialmente, «lista de la UE de países y territorios no cooperadores a efectos fiscales»), no figuran Suiza, Luxemburgo, Malta y Países Bajos, notorios por poseer características fiscales que comparten con los que sí aparecen en la mencionada lista.

### Características de las compañías extraterritoriales
Aunque las sociedades offshore difieren en cierto grado dependiendo de la ley de empresas en cada jurisdicción, todas ellas se benefician de ciertas características principales:
- En general, no están sujetas a impuestos en su jurisdicción de origen.
- El régimen corporativo estará diseñado para promover la flexibilidad empresarial.
- La regulación de las actividades corporativas normalmente será más liviana que en un país desarrollado.

Dependiendo de la jurisdicción, otros beneficios pueden ser la posibilidad de constituir la compañía a distancia, simplicidad y rapidez de constitución y administración, la posibilidad de registrar un capital suscrito de formación muy bajo o enteramente nominal, posibilidad de constitución con acciones al portador, la exención de presentar ciertos estados financieros, privacidad, etc.

#### Costos relacionados
Para tener operativa una compañía extraterritorial, y excluyendo los gastos en local, equipamiento y empleados, se deben considerar a) costos para constituirla y b) costos de operación y recurrentes. A su vez, los costos de constitución se dividen en los gastos iniciales de formación de la empresa y en los gastos por servicios profesionales.